# Hyperaspis fimbriolata
Hyperaspis fimbriolata är en skalbaggsart som beskrevs av Melsheimer 1847. Hyperaspis fimbriolata ingår i släktet Hyperaspis och familjen nyckelpigor. Inga underarter finns listade i Catalogue of Life.